# Francisco de Sayol
Francisco de Sayol y de Quarteroni (Barcelona, 1643 - c. 1719)). Aristócrata y político español partidario de la Casa de Austria durante la Guerra de Sucesión Española. En 1713 era lugarteniente del Gobernador de Cataluña y fue junto a Rafael Casanova uno de los principales dirigentes de la Campaña de Cataluña (1713-1714). 
En 1677 fue diputado militar de la Generalidad de Cataluña y en 1697 luchó en el sitio de Barcelona contra los franceses. Partidario del archiduque Carlos de Austria, éste le nombró Baile de Cataluña en 1707.  En 1704 fue elegido protector del brazo militar de Cataluña. En 1713 participó en la Junta General de Brazos que resolvió continuar la guerra en solitario contra Felipe V y contra Francia. Ante la ausencia tanto del rey como del virrey, se abrió la gobernación vicerregia y com lugarteniente del gobernador secundó varias medidas represivas contra los contrarios a la guerra. Tras el fin de la rebelión continuó viviendo en Barcelona.